# Ragtown (Nevada)
- Para a outra cidade homónima na Califórnia, consulte o artigo:Ragtown.

Ragtown é uma cidade fantasma e abandonada do condado de Churchill, estado de Nevada, nos Estados Unidos de uma estação de correios abandonada em 1854 a oeste de Fallon.

## História
Ragtown foi um povoado do condado de Churchill. Ragtown fica situada próxima das margens do rio Carson recebeu o seu nome da primeira lavandaria da vila. 
Ragtown era a primeira paragem com água após a passagem pelo deserto The Forty-Mile, a mais temível porção da California Emigrant Trail
Em 1854, havia em Asa Kenyon (próximo de Ragtown)  uma estação de correios. Esta estação oferecia bens alimentares aos viajantes. Ragtown foi um dos mais importantes locais  no ramo Carson da California Trail.